# Dosso
Dosso [dɔˈso] ist die Hauptstadt der gleichnamigen Region Dosso in Niger. Sie hat rund 89.000 Einwohner.

## Geographie

### Lage und Gliederung

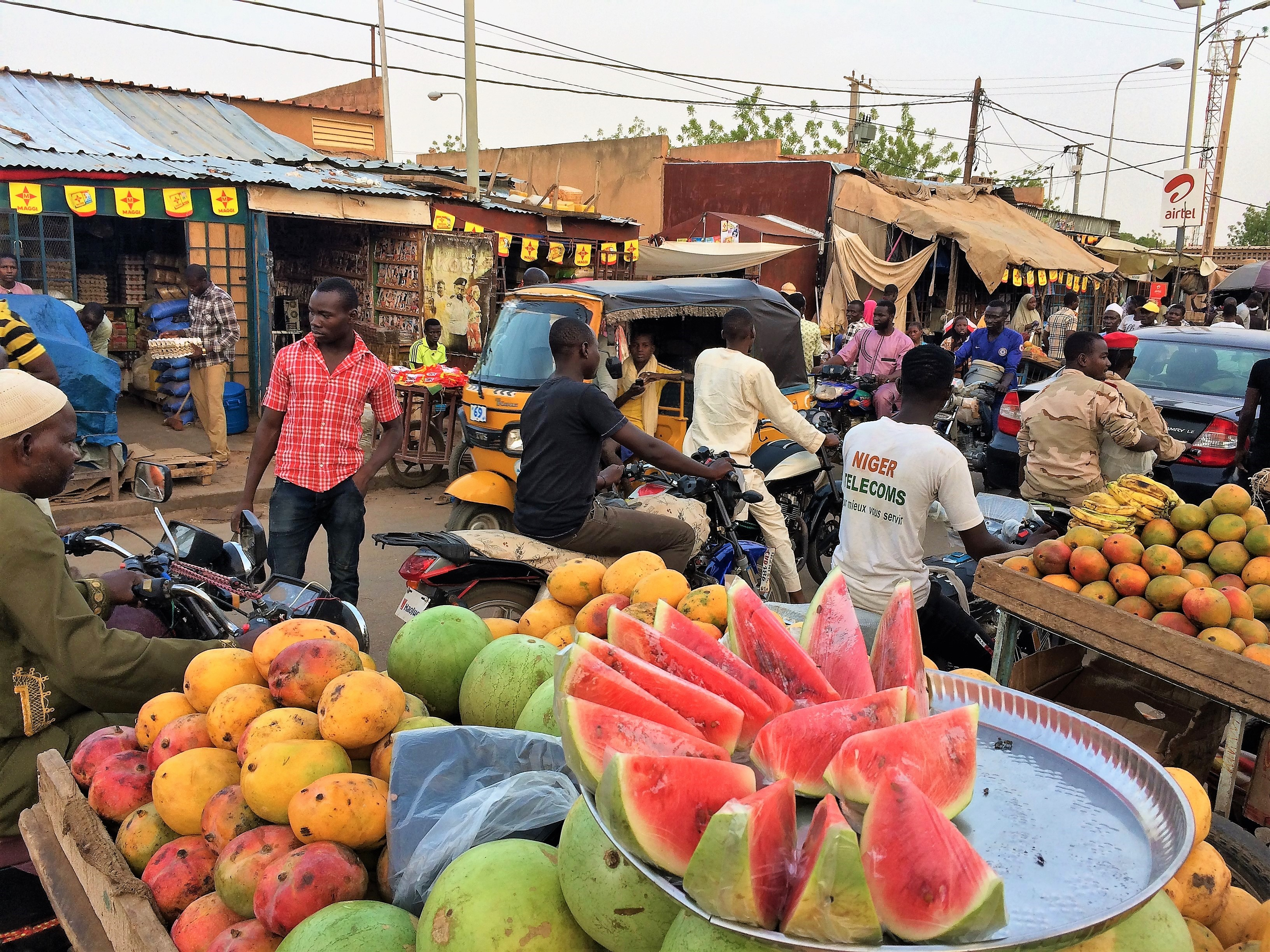
Straßenszene in Dosso (2019)

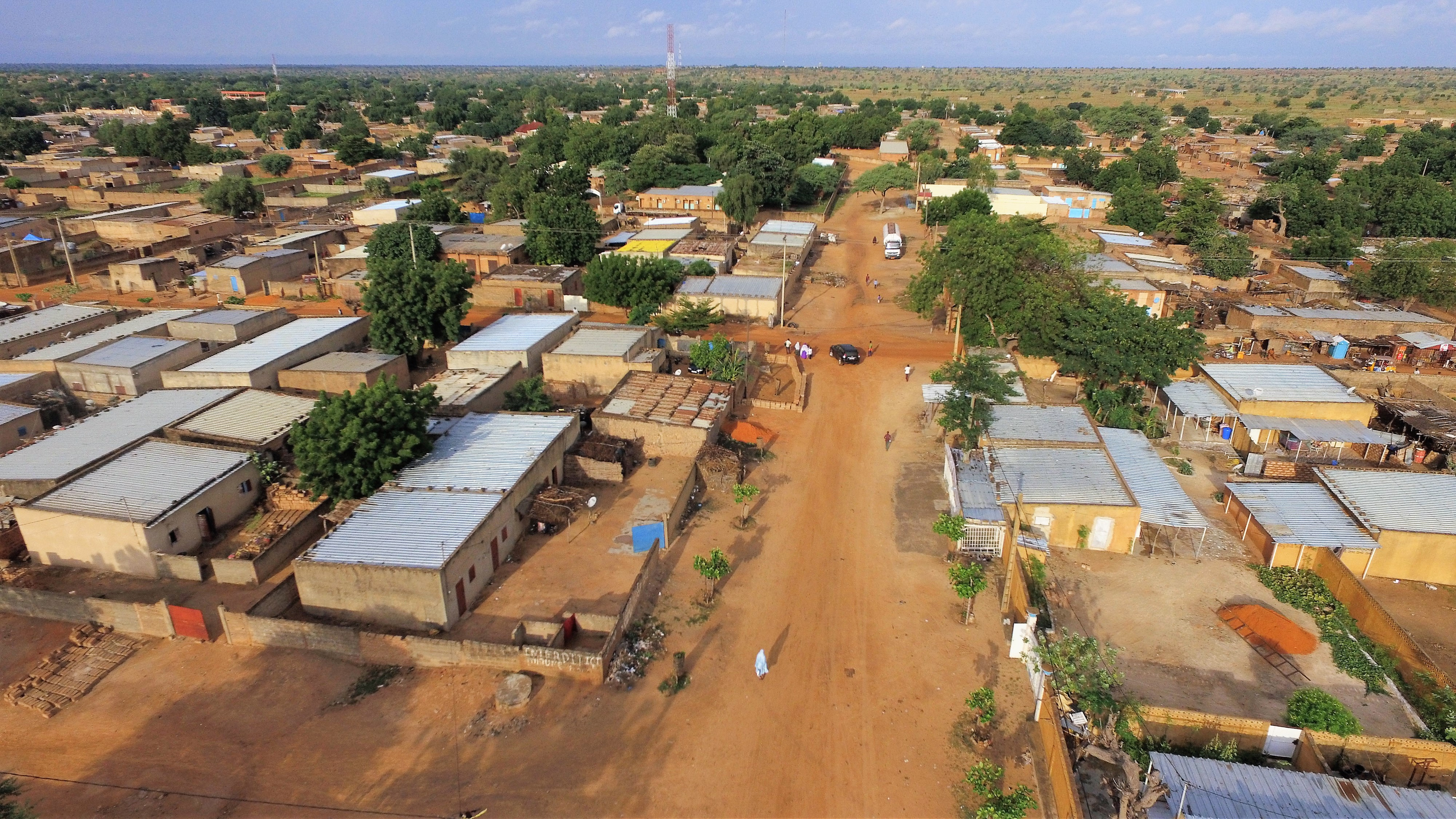
Luftaufnahme von Dosso (2019)

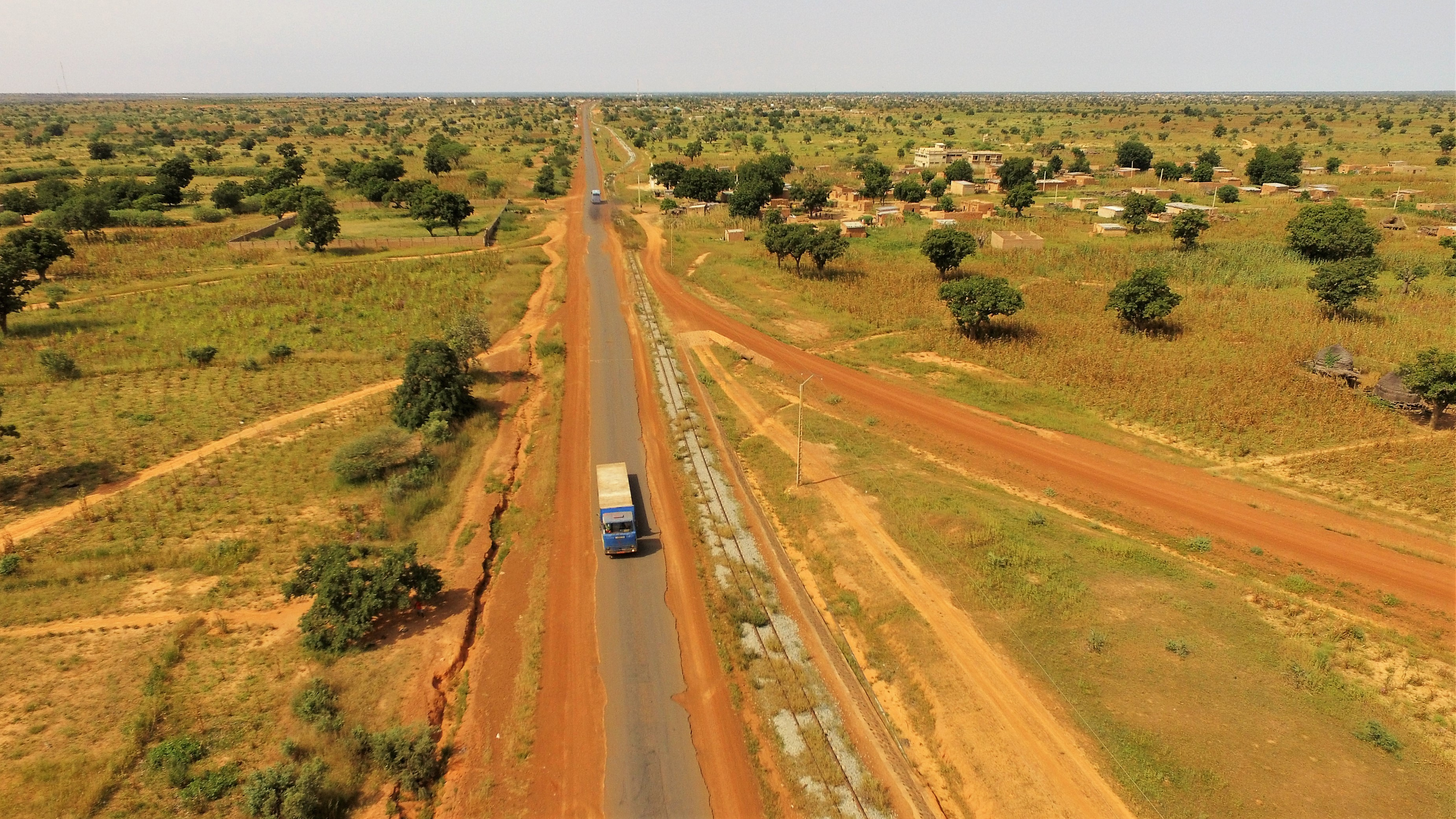
Ländliches Gemeindegebiet von Dosso (2019)

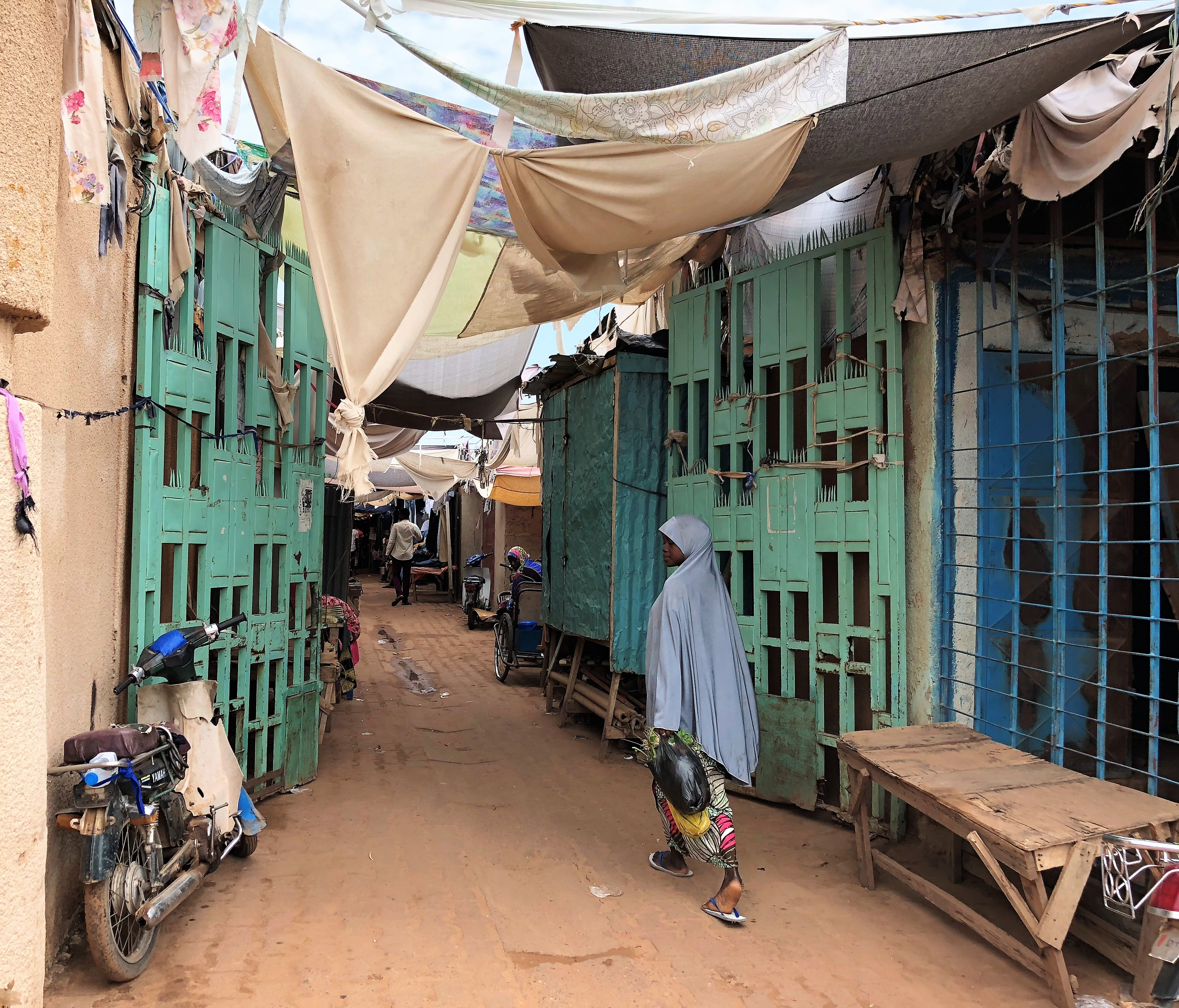
Eingangsbereich des Zentralmarkts von Dosso (2019)

Das 541 km² große Gebiet der Stadtgemeinde (französisch: commune urbaine) liegt im Südwesten des Landes in der Großlandschaft Sudan. Dosso grenzt im Nordwesten an die Gemeinde Garankédey, im Nordosten an die Gemeinde Mokko, im Osten an die Gemeinde Goroubankassam und im Süden und Westen an die Gemeinde Gollé. Die nigrische Hauptstadt Niamey ist 136 Kilometer entfernt.
Die Gemeinde Dosso besteht aus einem urbanen und einem ländlichen Gemeindegebiet. Das urbane Gemeindegebiet ist in neun Stadtviertel gegliedert. Diese heißen Banizoumbou, Dosso Beri, Fada, Koira Tégui, Mangué Kouara, Oudoun Koukou, Sirimbey, Tondonbon und Zongo. Bei den Siedlungen im ländlichen Gemeindegebiet handelt es sich um 27 Dörfer, 12 Weiler und 15 Lager. Die meisten zentralen Stadtviertel sind Wohngebiete oder dienen Verwaltungszwecken. Die Vororte und Teile des alten Stadtkerns sind von traditioneller Architektur gekennzeichnet.
Dosso liegt in einer von Buschland und Laterit-Formationen geprägten Ebene. Im Norden und Süden des Stadtgebiets befinden sich ausgeprägte Schluchten. Im Westen liegt ein Teil des breiten Flussbetts des saisonal Wasser führenden Flusses Dallol Bosso. In geologischer Hinsicht liegt die Stadt in einem dem Erdzeitalter Tertiär zugerechneten Gebiet. Das Gemeindegebiet ist Teil des Dosso-Reservats, eines 306.500 Hektar großen Naturschutzgebiets, das 1962 als Pufferzone zum Nationalpark W eingerichtet wurde.

### Klima
Die klimatischen Verhältnisse in der Stadt sind von einer Trocken- und einer Regenzeit im Jahresablauf geprägt. Die Trockenzeit mit dem heißen und trockenen Wind Harmattan dauert von November bis Mai. Die klimatologische Messstation im Stadtzentrum liegt auf 218 m Höhe und wurde 1931 in Betrieb genommen.
|                        | Jan  | Feb  | Mär  | Apr  | Mai  | Jun  | Jul  | Aug  | Sep  | Okt  | Nov  | Dez  |   |      |
| Mittl. Temperatur (°C) | 24,2 | 27,1 | 30,4 | 33,3 | 33,8 | 31,7 | 28,9 | 27,1 | 28,4 | 30,0 | 27,7 | 24,8 | ⌀ | 28,9 |
| Mittl. Tagesmax. (°C)  | 32,3 | 35,5 | 38,9 | 40,7 | 40,0 | 37,3 | 33,6 | 31,2 | 33,1 | 36,4 | 36,0 | 33,0 | ⌀ | 35,7 |
| Mittl. Tagesmin. (°C)  | 16,8 | 19,1 | 21,7 | 25,2 | 27,6 | 26,5 | 24,8 | 23,6 | 24,1 | 23,5 | 19,5 | 17,4 | ⌀ | 22,5 |
|                        |      |      |      |      |      |      |      |      |      |      |      |      |   |      |
| Niederschlag (mm)      | 0    | 0    | 1    | 3    | 16   | 32   | 80   | 156  | 59   | 11   | 0    | 0    | Σ | 358  |
|                        |      |      |      |      |      |      |      |      |      |      |      |      |   |      |
| Sonnenstunden (h/d)    | 10,3 | 10,5 | 10,8 | 11,2 | 11,4 | 11,1 | 9,6  | 8,0  | 9,5  | 10,5 | 10,4 | 10,2 | ⌀ | 10,3 |
|                        |      |      |      |      |      |      |      |      |      |      |      |      |   |      |
| Regentage (d)          | 0    | 0    | 0    | 1    | 3    | 5    | 9    | 12   | 7    | 2    | 0    | 0    | Σ | 39   |
|                        |      |      |      |      |      |      |      |      |      |      |      |      |   |      |
| Luftfeuchtigkeit (%)   | 16   | 13   | 11   | 20   | 36   | 50   | 64   | 75   | 69   | 44   | 22   | 18   | ⌀ | 36,6 |

| 16,8 |

| 19,1 |

| 21,7 |

| 25,2 |

| 27,6 |

| 26,5 |

| 24,8 |

| 23,6 |

| 24,1 |

| 23,5 |

| 19,5 |

| 17,4 |

| 16,8 |

| 19,1 |

| 21,7 |

| 25,2 |

| 27,6 |

| 26,5 |

| 24,8 |

| 23,6 |

| 24,1 |

| 23,5 |

| 19,5 |

| 17,4 |

| N i e d e r s c h l a g | 0   | 0   | 1   | 3   | 16  | 32  | 80  | 156 | 59  | 11  | 0   | 0   |
|                         | Jan | Feb | Mär | Apr | Mai | Jun | Jul | Aug | Sep | Okt | Nov | Dez |

## Geschichte
Der Ortsname Dosso kommt aus der Sprache Zarma und bezeichnet die Baumart Parkia biglobosa.
| Liste der Zarmakoye | Liste der Zarmakoye |
| ------------------- | ------------------- |
| nach 1750           | Garanké             |
| 18./19. Jh.         | Katidioua           |
| 18./19. Jh.         | Bessa               |
| 18./19. Jh.         | Daoura              |
| 1825–1830           | Manguyé             |
| 1830                | Laouzo              |
| um 1830             | Gounabi             |
| um 1830–1850        | Interregnum         |
| 1850–1865           | Kossom              |
| 1865–1880           | Ábdou               |
| 1880–1896           | Alfa-Atta           |
| 1896–1902           | Manguyé             |
| 1902–1913           | Aoûta               |
| 1913–1924           | Moussa              |
| 1924–1938           | Saidou              |
| 1938–1953           | Moumouni            |
| 1953–1962           | Hamani              |
| 1962–1998           | Abdou               |
| 1998–2000           | Issoufou            |
| 2000–2022           | Maïdanda            |
| seit 2024           | Amadou Sounna       |

Dosso wurde in der zweiten Hälfte des 18. Jahrhunderts vom Zarma-Herrscher Garanké als dessen Hauptstadt gegründet. Garanké war ein Sohn von Dakou, des Herrschers von Goudel. Garanké begründete die Herrschaft der Zarmakoye, der Zarma-Herrscher von Dosso. Diese waren die obersten Instanzen der politischen Verwaltung und der Rechtsprechung. Die Herrscher der umliegenden Zarma-Gebiete mussten dem jeweiligen Zarmakoye von Dosso huldigen. Ab dem Jahr 1820 befand sich Dosso in ständigen kriegerischen Auseinandersetzungen mit den Fulbe. Der Zarmakoye Laouzo starb 1830 in der Schlacht und sein machtloser Nachfolger Gounabi wurde abgesetzt. Es kam zu einem Interregnum, währenddessen Dosso dem Kalifat von Sokoto unterstand.
Erst 1850 übernahm mit Kossom wieder ein Zarmakoye die Macht. Er gab Dosso ausgeprägte staatliche Strukturen. Der Zarmakoye war von einem Stab an Würdenträgern umgeben: dem marafa (Stellvertreter des Zarmakoye), dem zaroumey (Thronfolger), dem mayfada (Kammerherr des Palastes), dem mizindadi (persönlicher Vertrauensmann), dem azia (Finanzverwalter), dem ouonkoy (Kriegsherr), dem serkin-yara (Chef der männlichen Jugend), dem sadagari (Chef der weiblichen Jugend), dem serkin-noma (Landwirtschaftsverwalter) und dem kougamouza (Chef der Gefangenen). Der Zarmakoye besaß außerdem eine persönliche Leibgarde. Unter Kossoms Nachfolger Ábdou wurde 1866 Friede mit den Fulbe geschlossen. Der jahrelange Krieg hatte jedoch seine Spuren hinterlassen und Dosso war weiterhin Angriffen von außen ausgesetzt, etwa durch Tuareg. Im Jahr 1896 starb der Zarmakoye Alfa-Atta in der Schlacht gegen die Tukulor.
Im Zuge der militärischen Besetzung der späteren Nigerkolonie durch Frankreich wurde Dosso 1899 dem Kreis Mittel-Niger (cercle de Moyen-Niger) mit Sitz in Dori angeschlossen, der die Keimzelle der späteren Nigerkolonie bildete. Der Zarmakoye hatte seitdem nur noch eingeschränkte Macht. Im französischen Militärlager von Dosso wurde 1899 eine Schule eröffnet, die nach jener in Doulsou zweitälteste in Niger. In den 1920er Jahren galt die durch Dosso führende und 1375 Kilometer lange Piste von Niamey nach N’Guigmi als einer der Hauptverkehrswege in der damaligen Kolonie. Sie war in der Trockenzeit bis Guidimouni und wieder ab Maïné-Soroa von Automobilen befahrbar. Gleiches war der Fall für die 150 Kilometer lange Piste von Dosso nach Gaya. Das französische Übersee-Forschungsinstitut Office de la Recherche Scientifique et Technique Outre-Mer (ORSTOM) betrieb in Dosso eine geomagnetische Station, die zu einem Netzwerk von mehreren hundert ORSTOM-Stationen in Westafrika gehörte, an denen in den 1950er Jahren geomagnetische Messungen vorgenommen wurden.
Bis 1972 hatten in Niger nur die Großstädte Niamey, Maradi, Tahoua und Zinder den Status einer eigenständigen Gemeinde. In diesem Jahr wurde Dosso zeitgleich mit sechs weiteren nigrischen Orten zur Gemeinde erhoben. Dosso wurde 2010 außerdem zum Sultanat erhoben und der Zarmakoye Maidanda zum ersten Sultan von Dosso ernannt. Die Inthronisation nahm der Emir von Kebbi vor.

## Bevölkerung

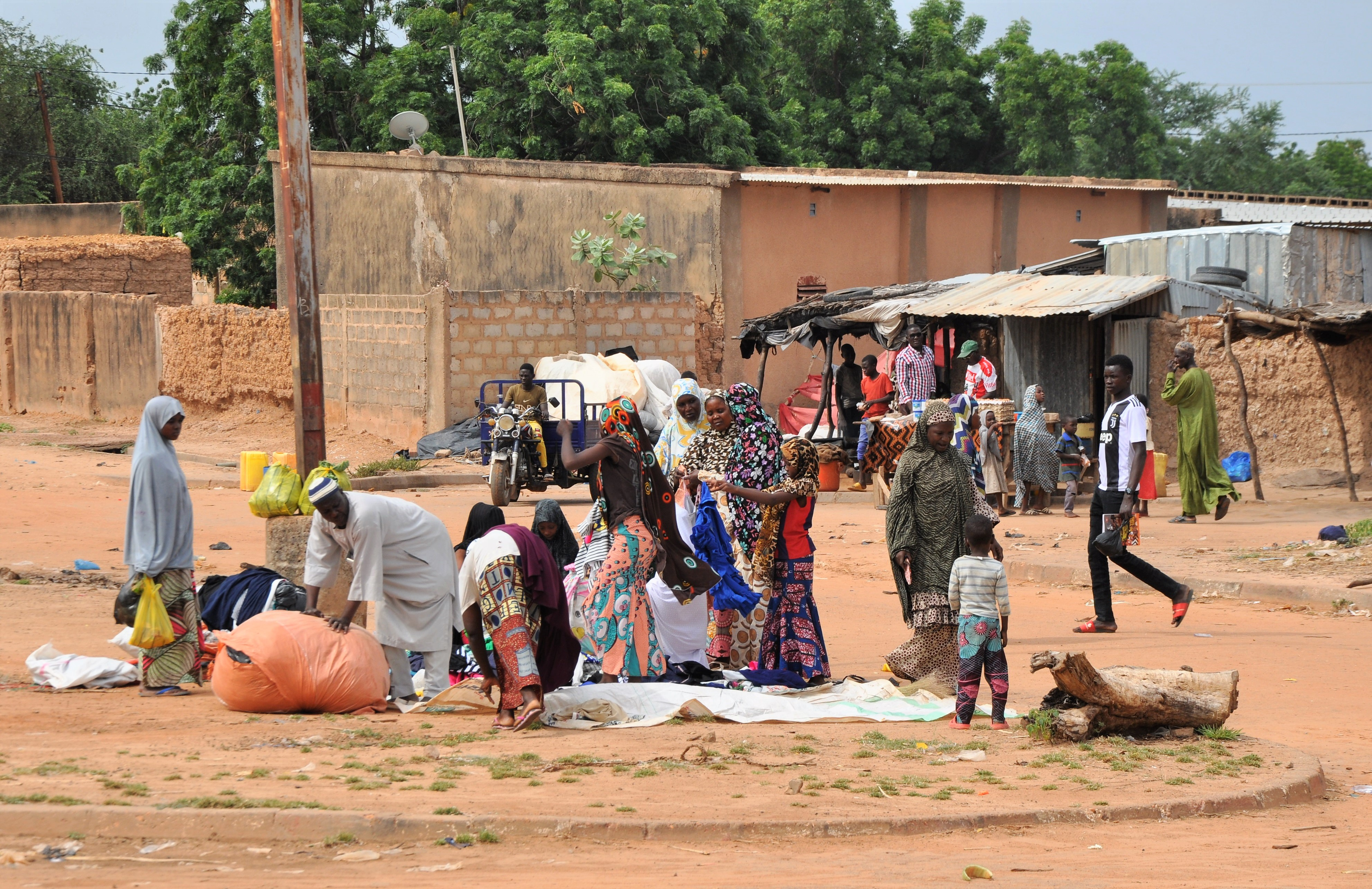
Straßenverkäuferinnen in Dosso (2019)

Bei der Volkszählung 2012 hatte die Stadtgemeinde 89.132 Einwohner, die in 12.640 Haushalten lebten. Bei der Volkszählung 2001 betrug die Einwohnerzahl 65.576 in 9279 Haushalten.
Das urbane Gemeindegebiet hatte bei der Volkszählung 2012 58.671 Einwohner in 8846 Haushalten, bei der Volkszählung 2001 43.561 in 6634 Haushalten und bei der Volkszählung 1988 26.389 in 3896 Haushalten. Bei der Volkszählung 1977 waren es 16.959 Einwohner.
Der Anteil der Bevölkerung mit einem Alter unter 15 Jahren liegt bei über 40 Prozent.
Die wichtigsten Volksgruppen sind Zarma, die die Mehrheit stellen, sowie Hausa, Fulbe und Tuareg. Ferner besteht eine bedeutende Ansiedlung von Ausländern aus den Nachbarländern Benin und Nigeria.

## Politik und Justiz

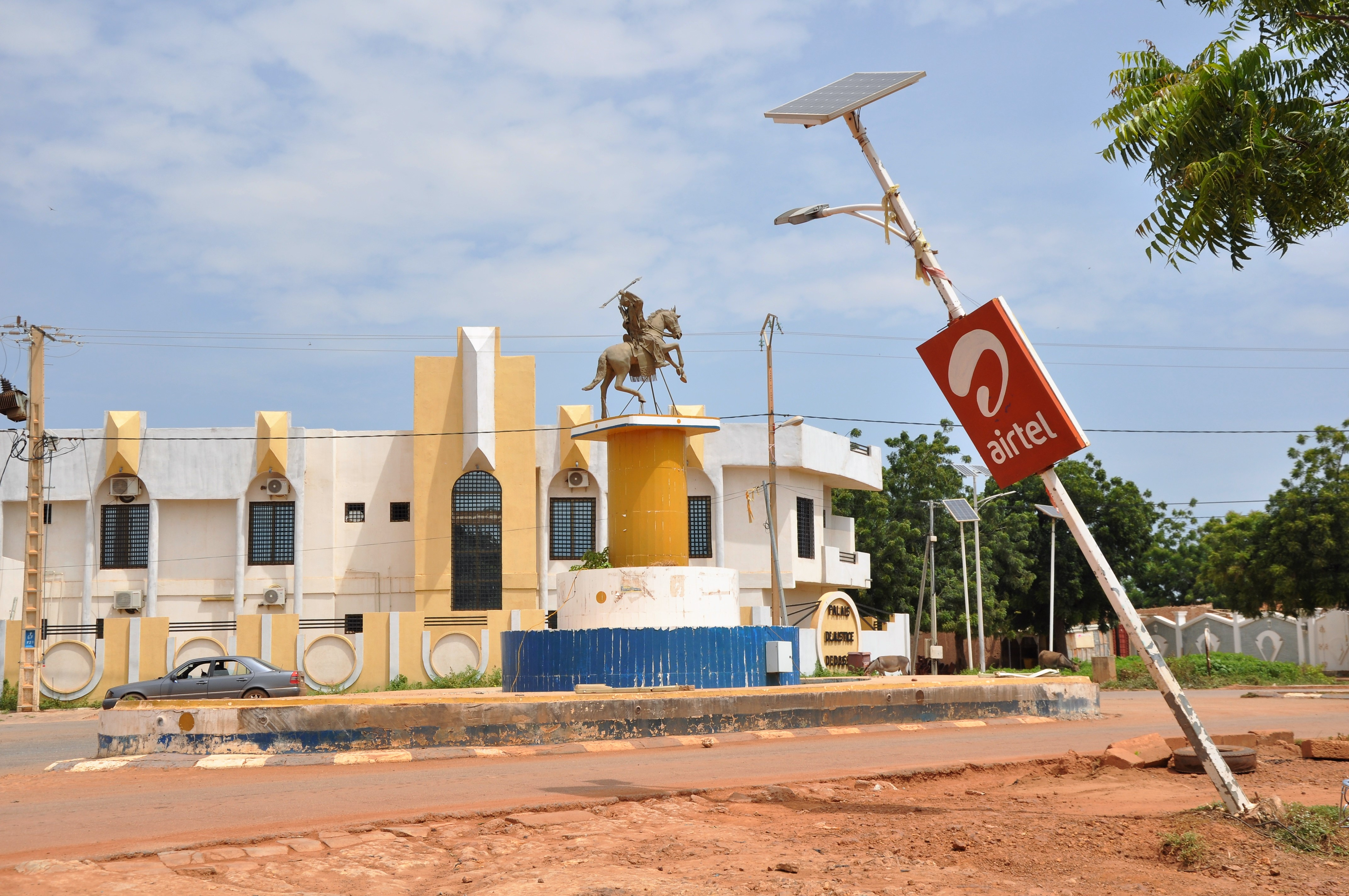
Justizpalast in Dosso (2019)

Der Gemeinderat (conseil municipal) hat 22 gewählte Mitglieder. Mit den Kommunalwahlen 2020 sind die Sitze im Gemeinderat wie folgt verteilt: 9 ANDP-Zaman Lahiya, 4 PNDS-Tarayya, 3 RNDP-Aneima Banizoumbou, 2 MCD-Jarumin Talakawa, 2 MPR-Jamhuriya, 1 ANDD-Moubarak und 1 MPN-Kiishin Kassa. Zum Bürgermeister von Dosso wurde 2021 Abdou Madougou (PNDS-Tarayya) gewählt.
Jeweils ein traditioneller Ortsvorsteher (chef traditionnel) steht an der Spitze von 25 Dörfern in der Gemeinde.
Dosso ist der Sitz eines Tribunal de Grande Instance, eines der landesweit zehn Zivilgerichte der ersten Instanz. Die Haftanstalt Dosso hat eine Aufnahmekapazität von 100 Insassen.

## Kultur und Sehenswürdigkeiten
Der Palast des Zarmakoye wurde 2006 vom nigrischen Kulturministerium der UNESCO als Welterbe vorgeschlagen. Es handelt sich um die 1904 erbaute Residenz des Herrschers über das präkoloniale Reich Dosso der Zarma. Der cremeweiß, hellblau und rot bemalte Palast ist von einer Mauer umgeben. Gegenüber befindet sich die Große Moschee von Dosso.
Die Maison de la Culture Garba Loga ist ein Kulturzentrum in Dosso, in dem Konzerte, Theateraufführungen und Filmvorführungen stattfinden. Im Westen der Stadt liegt die Arena für die lutte traditionnelle, eine in Niger beliebte Kampfsportart. Die römisch-katholische Pfarrkirche St. Karl Lwanga wurde 1984 erbaut. Sie ist Sitz der 1982 gegründeten Pfarre von Dosso, die zum Erzbistum Niamey gehört.

## Wirtschaft und Infrastruktur

### Wirtschaft

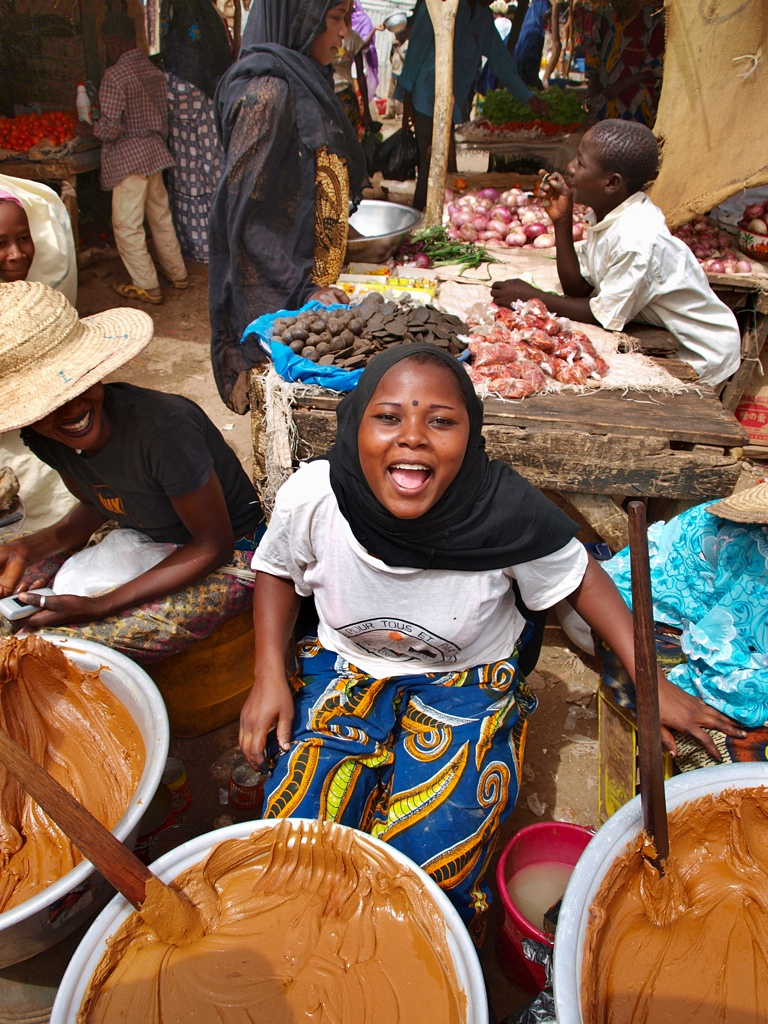
Eine junge Frau am Markt in Dosso (2009)

Etwa 70 % bis 90 % der Einwohner leben von Ackerbau und Viehzucht, die in den Vororten betrieben werden. Die wichtigsten Nutztiere sind Schafe, Ziegen, Rinder und Geflügel. Bedeutende Erwerbszweige sind die Töpferkunst und die Herstellung von Erdnussöl. Das Centre d’Artisanat produziert und verkauft traditionelle Kleidung und bemalte Kalebassen. Im Zentrum gibt es einen täglich geöffneten Markt. Außerdem werden die Märkte der sich im selben Departement befindenden Ortschaften Mokko, Karguibangou und Bella mit Vieh und tierischen Produkten aus Dosso beliefert.

### Gesundheit und Bildung

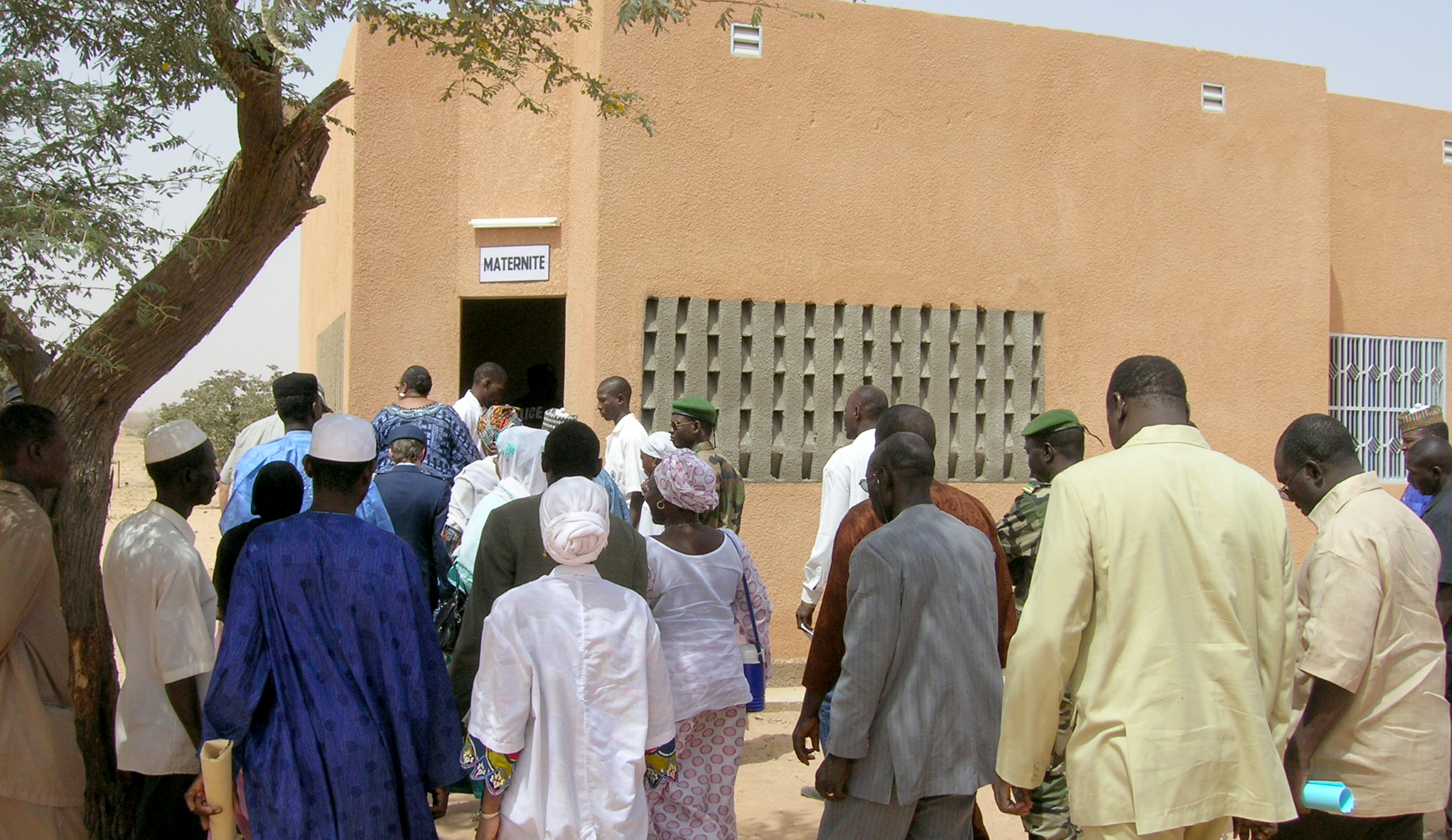
Eine Geburtsklinik in Dosso (2008)

Im Stadtzentrum ist mit dem Centre Hospitalier Régional de Dosso (CHR Dosso) ein Regionalkrankenhaus vorhanden. Gesundheitszentren des Typs Centre de Santé Intégré (CSI) befinden sich in den Stadtviertel Mangué Kouara und Tondobon. Außerdem gibt es mehrere Sanitätsstationen und Kliniken im Gemeindegebiet.
Die staatliche Universität Dosso mit einem Schwerpunkt auf Digitalwirtschaft wurde 2014 gegründet. Die Lehrerbildungsanstalt Ecole Normale d’Instituteurs Mali Béro besteht bereits seit dem Jahr 1977. Das Berufsausbildungszentrum Centre de Formation Professionnelle et Technique de Dosso (CFPT Dosso) bietet Lehrgänge in Ackerbau, Metallbau, Elektrik, Bauingenieurwesen und Tischlerei an. Der Collège d’Enseignement Technique de Dosso (CET Dosso) ist eine technische Fachschule. Am Institut Supérieur des Professionnels de Santé (ISPS) werden Apothekenverkäufer ausgebildet. Am Institut Supérieur d’Informatique, d’Electronique et de Gestion (ISIEG) werden Sekretariatswesen, Zollwesen und Buchhaltung unterrichtet. Das Institut de Formation Professionnelle Aouta & Ganda (IFP AoutaGa) hat Zweige zu Buchhaltung, industrieller Wartung, Haushalt und Kochen, Sekretariatswesen und Zollwesen. Der Centre Polytechnique Mazayaki ist eine Erweiterung der gleichnamigen polytechnischen Schule in Gaya.
Allgemein bildende Schulen der Sekundarstufe sind der CEG 1 Dosso, der CEG 2 Dosso, der CES Dosso, der CES FA Dosso und der nach der Sarraounia Mangou benannte LEG Sarraounia Mangou sowie der CEG Koygorou im Dorf Koygorou und der CEG Tondobon im Stadtviertel Tondobon. Dabei steht das Kürzel CEG für Collège d’Enseignement Général, das Kürzel CES für Collège d’Enseignement Secondaire und das Kürzel LEG für Lycée d’Enseignement Général. Als CES FA wird ein Collège d’Enseignement Secondaire des Typs Franco-Arabe bezeichnet, das einen Schwerpunkt auf die arabische zusätzlich zur französischen Sprache aufweist.
Im Jahr 2010 gab es in Dosso 54 Grundschulen, davon waren sechs Privatschulen. Auf einen Grundschullehrer kamen durchschnittlich 25 Schüler (landesweit 39).

### Verkehr

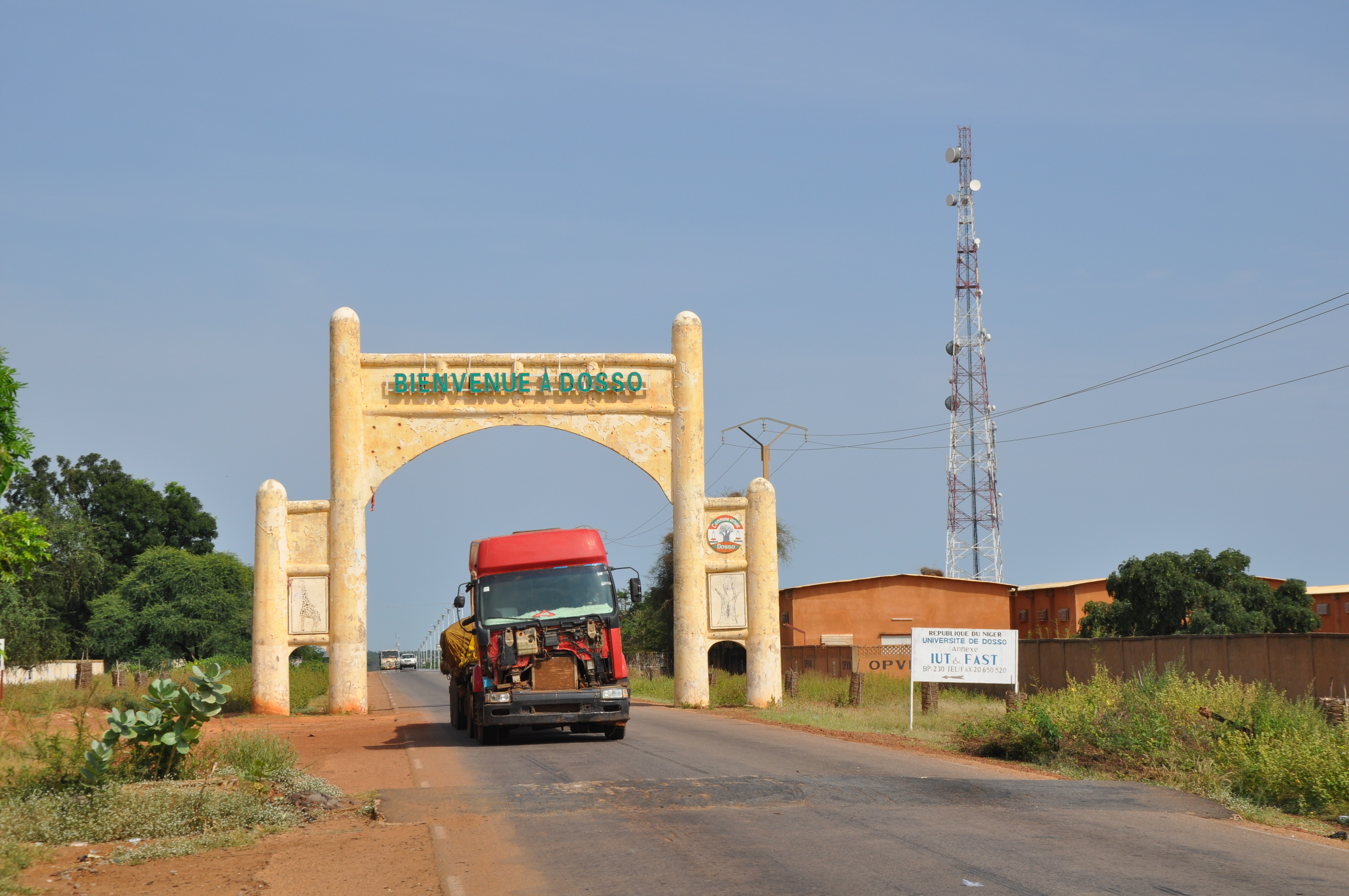
Stadteinfahrt an der Nationalstraße 1 in Dosso (2019)

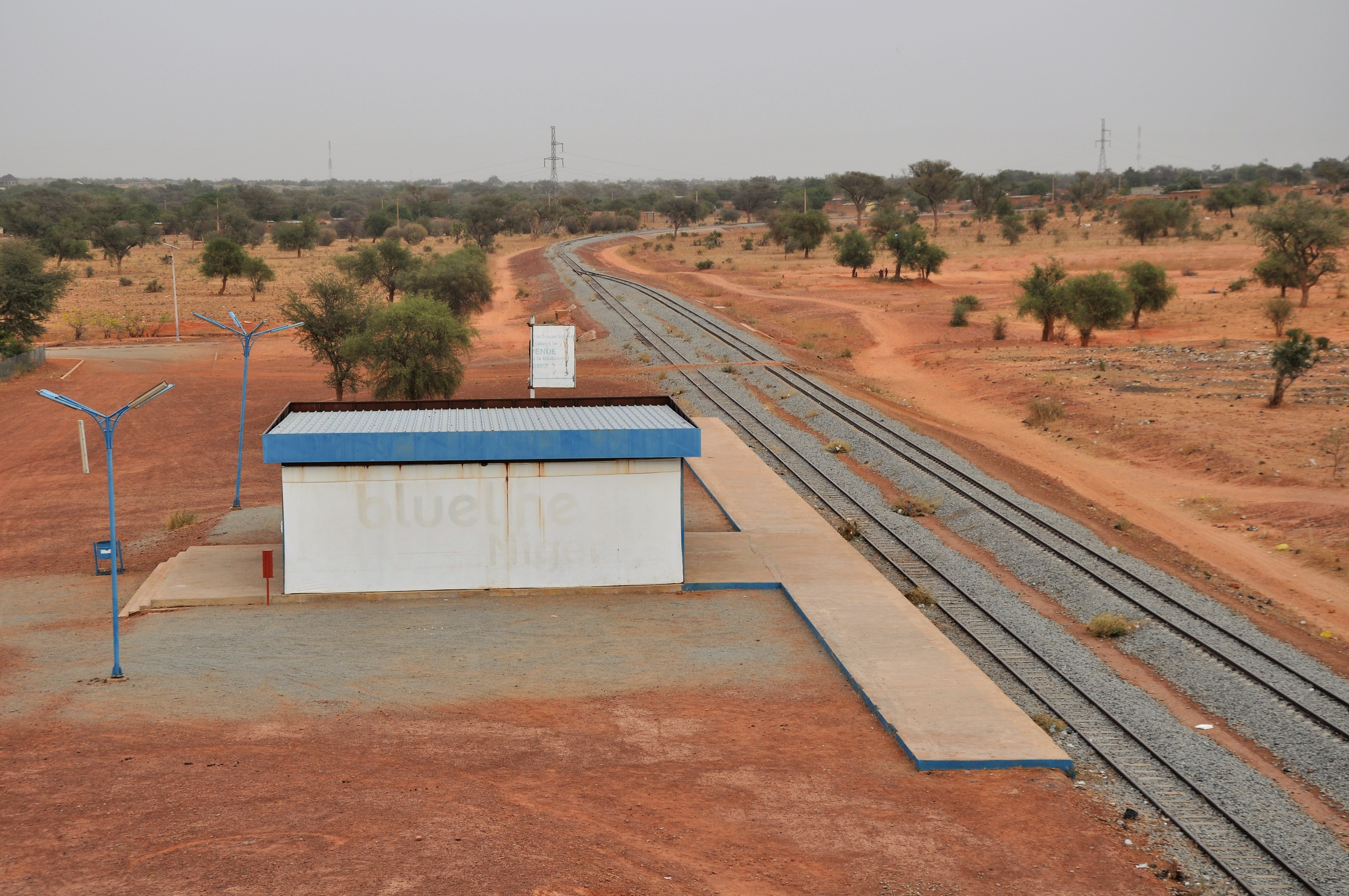
Bahnhof Dosso

Durch die Gemeinde verläuft die Nationalstraße 1 zwischen Mali und Tschad, die längste Fernstraße Nigers. Im Stadtzentrum zweigen die Nationalstraße 7, die zur Staatsgrenze mit Benin führt, die Nationalstraße 14 nach Loga und die Route 342 nach Dey Tagui Attili von der Nationalstraße 1 ab. Von der Nationalstraße 7 zweigen im Stadtzentrum die Route 335 und im Dorf Agali die Route 343 ab, die beide nach Zabori führen. Außerdem zweigen im Stadtzentrum die Route 364 nach Gorou Yéno von der Nationalstraße 7 und die Route 351 nach Mallam Koira von der Nationalstraße 14 ab. Die drei durch Dosso führenden Nationalstraßen sind wichtige städtebauliche Achsen, an denen sich die Stadtentwicklung orientiert.
In Dosso befindet sich der zivile Flughafen Dosso mit einer unbefestigten Start- und Landebahn und dem (ICAO-Code: DRRD).
In Dosso liegt der Endbahnhof der Bahnstrecke Niamey–Dosso, die allerdings nicht befahren wird.

## Partnerstadt
Die Partnerstadt von Dosso ist Rockland in Kanada.

## Persönlichkeiten
- Hima Adamou (1936–2017), Journalist, Schauspieler und Dramatiker
- Moussa Alzouma (* 1982), Fußballtorhüter
- Bagnou Beido (1939–1994), Offizier und Politiker
- Kassaly Daouda (* 1983), Fußballtorhüter
- Daouda Diallo (1939–2014), Politiker
- Zakari Gourouza (* 1982), Judoka
- Moussa Seybou Kassey (1959–2020), Politiker
- Hassane Kounou (1949–2018), Politiker und Diplomat
- Amadou Madougou Wonkoye (* 1965), Offizier
- Adamou Moumouni Djermakoye (1939–2009), Offizier, Politiker und Diplomat
- Moussa Moumouni Djermakoye (1944–2017), Offizier und Politiker
- Fatimata Mounkaïla (* 1944), Pädagogin und Literaturwissenschaftlerin
- Issoufou Saïdou Djermakoye (1920–2000), Politiker und Diplomat, 18. Zarmakoye von Dosso
- Moussa Sala (1937–1992), Offizier und Politiker
- Amadou Seyni Maïga (* 1942), Offizier, Politiker und Diplomat